# AirClass Airways
AirClass Airways is een Spaanse luchtvaartmaatschappij met haar thuisbasis in Las Palmas.

## Geschiedenis
AirClass Airways is opgericht in 2003 als Travel Service Espana door Canaria Travel als een zustermaatschappij van het Tsjechische Trans Service Airlines. Na de overname in 2005 door Viajes Calas werd de naam gewijzigd in Visig. In december 2005 werden alle vluchten gestaakt om na een reorganisatie een doorstart te maken onder de naam AirClass Airways.

## Vloot
De vloot van AirClass Airways bestond op 28 juli 2011 uit volgende toestellen:
- 2 Boeing 737-300